# Joan Sutherland
Dame Joan Alston Sutherland, avstralska operna pevka, dramska koloraturna sopranistka, * 7. november 1926, Sydney, Avstralija, † 10. oktober 2010, Les Avants, Švica. 
Pela je v večini najpomembnejših sopranskih vlog (npr. Norma, Lucia, Elvira, Amina, Gilda, Violetta, Margerita ...) na največjih opernih odrih. Veljala je za eno izmed najpomembnejših opernih pevk 20. stoletja. Njen soprog je bil Richard Bonynge, avstralski dirigent. Na turnejah je večinoma pela pod njegovo taktirko.